# 柯麟
柯麟（1900年—1991年9月24日），广东海丰人，中国医学教育家，被誉为中山医学院的一代宗师。同时，柯麟也是中国共产党的地下工作者，第二次国共内战期间柯麟公开身份是澳门镜湖医院院长，实际上还是中共澳门地下交通站站长，负责中共澳门事务。
中华人民共和国成立后担任中山医学院院长兼党委书记。1954年，当选第一届全国人民代表大会代表。
其弟柯正平，澳门南光公司创办人，新华社澳门分社首任顾问。
兒子柯小剛，曾為新华社澳门分社副社长、广东省政协副主席及全國政協委員。
孫女柯嵐，曾任澳門特別行政區行政長官辦公室主任、市政署市政管理委員會副主席，並於2024年12月20日起出任社會文化司司長，為第十三、十四屆全國政協委員。